# San Pedro el Porvenir
San Pedro el Porvenir är en ort i Mexiko.   Den ligger i kommunen La Trinitaria och delstaten Chiapas, i den sydöstra delen av landet, 900 km öster om huvudstaden Mexico City. San Pedro el Porvenir ligger 730 meter över havet och antalet invånare är 105.
Terrängen runt San Pedro el Porvenir är varierad. Runt San Pedro el Porvenir är det ganska tätbefolkat, med 60 invånare per kvadratkilometer. Närmaste större samhälle är Amparo Aguatinta, 3,0 km nordost om San Pedro el Porvenir. I omgivningarna runt San Pedro el Porvenir växer i huvudsak städsegrön lövskog.